# 오커스
오커스(영어: AUKUS)는 오스트레일리아, 영국, 미국이 체결한 3자 방위 파트너십이다.

## 역사
2021년 9월 15일, 조 바이든 미국 대통령이 백악관에서 미국과 영국이 호주의 핵잠수함 건조를 지원한다면서, 오커스의 창설을 발표했다. 이번 오커스 창설로, 미국은 호주에 고농축 우라늄을 핵잠수함 핵연료로 공급할 것이다. 호주는 핵무기는 탑재하지 않은 핵추진 잠수함 8척을 호주 애들레이드의 호주잠수함공사(ASC) 조선소(en:ASC Pty Ltd)에서 건조할 계획이다.

## 국제사회의 반응

### 중국
2021년 9월 16일, 오스트리아 빈의 유엔기구 주재 중국 대표부의 왕췬 대사는 이날 열린 국제원자력기구(IAEA) 9월 이사회 회의에서 "미·영의 이번 조치는 적나라한 핵확산 행위"라며 "이런 핵확산 행위는 한반도 핵 문제와 이란 핵 문제 등 핫이슈의 해결에 심각하게 부정적인 영향을 초래할 것"이라고 말했다.

### 프랑스
프랑스는 호주가 자국과의 계약을 파기하고 AUKUS를 통한 핵추진 잠수함 지원을 받는 것에 대해 강한 비난을 표했다. 원래 프랑스 핵잠수함을 100조원에 호주가 사기로 계약했었는데, 이 계약을 취소하고, 미국의 핵잠수함을 도입하기로 한 것이다.
장이브 르드리앙 프랑스 외교장관은 16일 라디오에 출연해 호주를 향한 분노를 드러냈다. 그는 “뒤통수를 제대로 맞았다”며 “우리는 호주와 신뢰 관계를 구축했는데 배신당했다”고 토로했다. 이어 “오늘 매우 화가 난다”며 “이건 동맹국 간에 할 일이 아니다”고 덧붙였다.
바이든 대통령은 전날 중국 견제를 위한 미·영·호 3국의 새로운 동맹 ‘오커스(AUKUS)' 발족을 알리며 “호주의 핵잠수함 보유를 지원하겠다”고 밝혔다. 이에 호주는 프랑스 방산업체 나발 그룹에서 최대 12척의 디젤 추진 잠수함을 도입키로 한 계약을 파기했다.
르드리앙 장관은 미국을 향해 “잔인하고 일방적이며 예측할 수 없었던 결정”이라고 비난했다. 플로랑스 파를리 프랑스 국방장관도 계약을 파기한 호주에 “몹시 나쁜 소식과 직면하게 될 것”이라고 경고했다.

### 대한민국
2020년 10월, 김현종 청와대 국가안보실 2차장은 한미 미사일 지침 개정 문제와 더불어 핵연료를 공급받으려 미국을 꾸준히 설득했으나 10월 방미 당시 불가 통보를 받았다.
2021년 9월 16일, 박재적 한국외국어대 국제지역대학원 교수는 “호주는 중국을 군사적으로 견제하는 미국의 인도ㆍ태평양 전략에 직접 참여하고 있지만, 한국은 그렇지 않다”면서 “미국이 한국의 핵잠 보유를 용인해야 할 근거는 여전히 희박하다”고 진단했다. 9월 20일, 백악관은 제76차 유엔 총회와 관련해 익명 조건으로 외신 전화 브리핑을 열었다. 브리핑에 참석한 고위 당국자는 호주에 제공한 핵추진 잠수함 기술을 한국등 다른 동맹국에도 제공할 계획이 있냐는 질문을 받았다. 당국자는 “이를 다른 나라로 확대할 의도는 없다”며 이번 결정은 “호주를 위한 것”이라고 설명했다.
오커스의 추가적인 협력국으로 언급되었다.

### 일본
2024년 4월 10일 미일정상회담이 진행되는 가운데, 오커스 동맹 내부에서 일본과 협력을 해야 한다는 정책 조언이 나왔으며, 특히 필러 2(인공지능(AI), 양자컴퓨팅, 사이버안보, 극초음속 미사일 등 분야)에서 협력이 필요하다고 주장되었다.

### 캐나다
오커스의 추가적인 협력국으로 언급되었다.

### 뉴질랜드
오커스의 추가적인 협력국으로 언급되었다.

## 확장 논의
2024년 4월, 람 이매뉴얼 주일미국대사는 일본의 오커스 필러 2 참여가 임박했다고 밝혔다.
2024년 9월, 미국, 영국, 오스트레일리아 정상은 공동성명을 통해 캐나다, 뉴질랜드, 대한민국과 오커스 필러 2에 따른 첨단 역량에 대한 협력 가능성을 식별하기 위한 협의를 진행중임을 밝혔다.

## 같이 보기
- 자유롭고 열린 인도 태평양
- 어택급 잠수함
- 군사동맹